# Кокжайдак
Кокжайдак (каз. Көкжайдақ) — село в Аксуском районе Жетысуской области Казахстана. Входит в состав Аксуского сельского округа. Код КАТО — 193233300.

## Население
В 1999 году население села составляло 783 человека (402 мужчины и 381 женщина). По данным переписи 2009 года, в селе проживали 693 человека (371 мужчина и 322 женщины).